# Evidencia basada en la política
La «Elaboración de evidencia basada en la política» es un término peyorativo que se refiere al encargo de investigaciones para apoyar una política que ya ha sido decidida. Es lo opuesto a la política basada en evidencia.
Como su nombre indica, la creación de evidencia basada en la política significa trabajar a partir de una política predefinida para producir evidencia respaldatoria. Trabajar a partir de una conclusión para aportar pruebas de apoyo es un enfoque que contradice la mayor parte del método científico; sin embargo, debe distinguirse de la investigación sobre los efectos de una política, donde dicha investigación puede proporcionar pruebas respaldatorias o de oposición.

En The politics of evidence : from evidence-based policy to the good governance of evidence, Justin Parkhurst cita el siguiente ejemplo de la profesora Anne Glover, entonces Directora Científica de la Comisión Europea:
Imaginemos que durante el fin de semana un Comisario piensa: «Prohibamos el uso de tarjetas de crédito en la UE porque las tarjetas de crédito conducen al endeudamiento personal». Así que ese comisario llegará el lunes por la mañana y le dirá a su Director General: «Encuéntreme las evidencias que demuestren que esto es así»
Razonamiento similar se ha avanzado con respecto a la política pública sobre el alcoholy los estupefacientes.

En julio de 2006, Rebecca Boden y Debbie Epstein publicaron un artículo en el que escribían:
Esta necesidad [de pruebas] ha sido reificada en el Reino Unido y en otros países, ya que las rutinas de elaboración de políticas «basadas en pruebas» se han arraigado en la actividad del Gobierno. Intuitivamente, basar las políticas que afectan a la vida de las personas y a la economía en investigaciones académicas rigurosas suena racional y deseable. Sin embargo, estos enfoques son fundamentalmente viciados por el hecho de que el Gobierno, en su sentido más amplio, procura capturar y controlar los procesos de producción de conocimiento hasta el punto de que este tipo de «investigación» podría describirse mejor como «evidencia basada en políticas».
El término «elaboración de políticas basadas en pruebas» se mencionó posteriormente en un informe del Comité Selecto de Ciencia y Tecnología de la Cámara de los Comunes del Reino Unido sobre asesoramiento científico, riesgo y elaboración de políticas basadas en pruebas publicado en octubre de 2006. El comité afirmó:
Los [ministros] ciertamente no deberían tratar de escoger selectivamente piezas de evidencia que apoyen una política ya acordada, o incluso encargar una investigación con el fin de producir una justificación para la política: la llamada «elaboración de evidencia basada en la política» (véase párrafos 95-6). Cuando no existan pruebas, o incluso cuando el Gobierno las contradiga a sabiendas—quizá por muy buenas razones—, debe reconocerse abiertamente. [énfasis en el original]
El término se ha aplicado a la política climática. Oliver Geden escribió en Nature en 2015:

Por tanto, la política cotidiana no está dominada por la elaboración de políticas basadas en pruebas, sino por intentos de «creación de evidencia basada en política».

El término también se ha aplicado fuera del ámbito estrictamente científico, por ejemplo en un documento de posición del Consejo de Investigación de Artes y Humanidades.